# ثور: العالم المظلم
ثور: العالم المظلم (بالإنجليزية: Thor: The Dark World)‏ هو فيلم أمريكي خارق لعام 2013 يستند إلى شخصية ثور من مارفل كومكس، من إنتاج مارفل ستوديوز وتوزيع بواسطة والت ديزني. إنه تكملة لـ فيلم ثور (2011) والفيلم الثامن في عالم مارفل السينمائي (MCU). أخرج الفيلم آلان تايلور من سيناريو كريستوفر يوست وفريق كتابة كريستوفر ماركوس وستيفن ماكفيلي. يقوم ببطولته كريس هيمسورث في دور ثور إلى جانب ناتالي بورتمان، وتوم هيدلستون، وأنتوني هوبكنز، وستيلان سكارسجارد، وإدريس إلبا، وكريستوفر إكليستون، وأديويل أكينوي-أجباجي، وكات دينينغز، وراي ستيفنسون، وزاكاري ليفي، وتادانوبو أسانو، وجيميوس ألكساندر. في الفيلم، يتعاون ثور ولوكي لإنقاذ العوالم التسعة من دارك مالكيث.
بدأ تطوير تكملة لـ ثور في أبريل 2011 عندما أعلن المنتج كيفن فيدج عن خططه لمتابعة فيلم المنتقمون (2012). في يوليو، انسحب مدير ثور كينيث برانا من التكملة. تم اعتبار بريان كريك وباتي جنكينز ليحلوا محله كمخرج قبل تعيين تايلور في يناير 2012. تم ملء طاقم الممثلين الداعمين في أغسطس 2012، مع تعيين اكليتون واكينوي-اجباجي كأشرار الفيلم. تم التصوير في الفترة من سبتمبر إلى ديسمبر 2012 بشكل أساسي في ساري، إنجلترا، وكذلك في أيسلندا ولندن. أراد تايلور أن يكون الفيلم أكثر تأصلًا من ثور، مستوحى من عمله في لعبة العروش. استأجر كارتر بورويل لتكوين النتيجة، لكن مارفل استبدل بورويل ببراين تايلر.
عرض الفيلم لأول مرة في لندن في 22 أكتوبر 2013، وتم إصداره في الولايات المتحدة في 8 نوفمبر، كجزء من المرحلة الثانية من MCU. حقق الفيلم نجاحًا تجاريًا، حيث حقق أكثر من 644 مليون دولار في جميع أنحاء العالم وأصبح عاشر أعلى فيلم في عام 2013، لكنه تلقى آراء متباينة. نال الفيلم الثناء على أداء هيمسوورث وهيدليستتون، والتأثيرات المرئية، وتسلسلات الحركة، ولكن تم انتقاده بسبب الشرير العام وعدم العمق. بأثر رجعي، أعرب تايلور عن عدم رضاه عن الفيلم، مشيرًا إلى أن مارفل غيّرته بشكل كبير من رؤيته الأصلية أثناء مرحلة ما بعد الإنتاج. تم إصدار جزء ثان من إخراج تايكا وايتيتي، ثور: راجناروك في عام 2017، و فيلم رابع ثور: الحب والرعد، في 8 يوليو 2022.

## ملخص القصة
يقوم ثور سيد الرعد بالتصدي والدفاع عن الممالك التسعة ضد عدو من الماضي السحيق ربما أقدم من الكون نفسه.. يحاول ثور أن يعيد النظام للكون بعد محاولات تخريبية من الجنس البدائي (مالكيث) الذي يسعى للانتقام ولغمر الكون في الفوضى والظلام. ويكون على ثور التوحد مع جين فوستر وينطلقا سويًا في مغامرة خطرة ستجبره على أن يقدم تضحية عظيمة من أجل انتصار الخير.

## القصة
منذ دهور، اشتبك بور، والد أودين، مع مالكيث، الذي يسعى إلى إطلاق سلاح يعرف باسم الأثير في العوالم التسعة. بعد قهر قوات مالكيث، بما في ذلك المحاربين المعززين الذين يُطلق عليهم الكورسيد، في عالمهم الأصلي في سفارتالفهايم، قام بور بحماية الأثير داخل عمود حجري. غير معروف لبور، يهرب ماليكث وحفنة من الجان الظلام إلى الرسوم المتحركة المعلقة. في أسكارد الحالية، لوكي يقف مسجونًا بسبب جرائم الحرب التي ارتكبها على الأرض. وفي الوقت نفسه، ثور، جنبًا إلى جنب مع المحاربين فاندرال وفولستاج وسيف، يصدون اللصوص في فاناهايم، منزل رفيقهم هوجون. إنها المعركة الأخيرة في حرب لتهدئة العوالم التسعة بعد إعادة بناء بيفروست، «جسر قوس قزح» بين العوالم، والذي تم تدميره قبل عامين.
محاذاة العوالم التسعة بات وشيكًا؛ مع اقتراب الحدث، تظهر البوابات التي تربط العالمين بشكل عشوائي. في لندن، تسافر عالمة الفيزياء الفلكية الدكتورة جين فوستر ومتدربتها دارسي لويس إلى مصنع مهجور حيث ظهرت مثل هذه البوابات، مما أدى إلى تعطيل قوانين الفيزياء من حولهما. وبانفصالها عن المجموعة، تنتقل فوستر عن بعد إلى عالم آخر، حيث تمتص الأثير بعيدًا عن رؤية هيمديل القريبة من كل الرؤية. ينبه هيمديل ثور ويقوده إلى الأرض. عندما وجدت ثور فوستر، أطلقت عن غير قصد قوة غير أرضية، وعاد ثور معها إلى أسكارد. أودين، معترفًا بالأثير، يحذر من أن الأثير لن يقتل فوستر فحسب، بل أن عودته تنذر بنبوءة كارثية. مالكيث، الذي أيقظه إطلاق سراح الأثير، يحول الجريم إلى كورسد ويهاجم ازجارد. أثناء المعركة، بحث ماليكيث والجريم عن فوستر، مستشعرين أنها تحتوي على الأثير. قُتلت والدة ثور فريجا وهي تحمي فوستر، وأجبر ماليكيث وألغريم على الفرار بدون فوستر. على الرغم من أوامر أودين بعدم مغادرة ازغارد، إلا أن ثور يستعين على مضض بمساعدة لوكي، الذي يعرف بوابة سرية إلى سفارتالفهيم، حيث سيستخدمون فوستر لإغراء مالكيث ومواجهته بعيدًا عن ازغارد. في المقابل، وعد ثور لوكي بالانتقام من ماليكيث لقتل والدتهما.
مع قيام فولستاج وسيف بمماطلة جنود أسجارديين وفاندرال بمساعدة هروبهم، يتوجه ثور ولوكي وفوستر إلى سفارتالفهايم. هناك، لوكي يخدع ماليكيث لسحب الأثير من فوستر، لكن محاولة ثور لتدمير المادة المكشوفة تفشل. يندمج مالكيث مع الأثير ويغادر في سفينته حيث يُصاب لوكي بجروح قاتلة أثناء قتل الجريم. يعد ثور، الذي يحتضن لوكي بين ذراعيه، بإخبار والدهما بتضحيته. بعد ذلك، اكتشف ثور وفوستر بوابة أخرى في كهف مجاور واجتمعوا في لندن مع معلم لويس وفوستر الدكتور إريك سيلفيج - الذي تم وضعه في المؤسسات لفترة وجيزة بسبب الصدمة العقلية التي عانى منها أثناء هجوم لوكي على الأرض. يتعلمون أن ماليكيث يخطط لاستعادة هيمنة الجان المظلمين عن طريق إطلاق العنان للأثير في مركز التقارب في غرينتش. تقاتل ثور مالكيث عبر بوابات مختلفة وعبر عوالم متعددة حتى تفصل بينها بوابة واحدة، تاركة مالكيث بلا معارضة على الأرض. يعود ثور في الوقت المناسب لمساعدة رفاقه البشر على استخدام معداتهم العلمية لنقل ماليكيث إلى سفارتالفهايم، حيث سحقه سفينته التالفة. يعود ثور إلى ازجارد، حيث يرفض عرض اودين لتولي العرش ويخبر اودين عن تضحية لوكي. أثناء مغادرته، يتحول شكل أودين إلى لوكي، الذي هو على قيد الحياة وينتحل شخصية أودين.
في مشهد منتصف الاعتمادات، يزور فولستاج وسيف المجمع ويعهدان إلى الأثير برعايته، وعلقا أنه مع تيسراكت بالفعل في ازجارد، فإن وجود اثنين من أحجار الابدية قريبين جدًا من بعضهما البعض سيكون غير حكيم. أثناء مغادرتهم، صرح الجامع عن رغبته في الحصول على الأحجار الخمسة الأخرى.في مشهد ما بعد الائتمانات، يجتمع فوستر وثور على الأرض، بينما في مكان ما في لندن، يستمر وحش صقيع من جوتنهايم - نُقل بطريق الخطأ إلى الأرض خلال المعركة النهائية - في الانهيار.

## طاقم التمثيل
- كريس هيمسوورث
- ناتالي بورتمان
- توم هيدليستون
- أنتوني هوبكنز
- كات دينينج

## الميزانية والإيرادات
بلغت تكلفة إنتاج الفيلم حوالي 170 مليون دولار بينما حقق أرباحاً تقدر بـ 644,441,762 دولار.

## وصلات خارجية
- الموقع الرسمي
- ثور: العالم المظلم على موقع IMDb (الإنجليزية)
- ثور: العالم المظلم على موقع ميتاكريتيك (الإنجليزية)
- ثور: العالم المظلم على موقع روتن توميتوز (الإنجليزية)
- ثور: العالم المظلم على موقع نتفليكس (الإنجليزية)
- ثور: العالم المظلم على موقع قاعدة بيانات الأفلام العربية
- ثور: العالم المظلم على موقع ألو سيني (الفرنسية)
- ثور: العالم المظلم على موقع Turner Classic Movies (الإنجليزية)
- ثور: العالم المظلم على موقع أول موفي (الإنجليزية)
- ثور: العالم المظلم على موقع بوكس أوفيس موجو (الإنجليزية)
- ثور: العالم المظلم على موقع فيلمافينيتي (الإسبانية)